# Kunduz (miasto)
Kunduz (paszto ‏کندز‎; pers. ‏کهن دژ‎, starożytna Drapsaka) – miasto w Afganistanie, nad rzeką Kunduz. 
Położone w północno-wschodniej części kraju, liczy prawie 375 tys. mieszkańców. Siódme co do wielkości miasto Afganistanu jest stolicą prowincji Kunduz. 

## Gospodarka
W Kunduz rozwinął się przemysł porcelanowo-fajansowy oraz chemiczny. Ponadto w mieście znajduje się olejarnia, cukrownia oraz największa w kraju oczyszczalnia bawełny.

## Historia
W starożytności jako miasto położone w Baktrii nosiło grecką nazwę Drapsaka i było pierwszym miastem zdobytym przez Aleksandra Wielkiego po przekroczeniu Hindukuszu wczesną wiosną 329 p.n.e. Wymienia je Strabon jako Darapsa lub Arapsa, Ptolemeusz jako Drepsa oraz Ammianus Marcellinus jako Drepsa.
8 sierpnia 2021 miasto zdobyli talibowie.

## Edukacja
W mieście istnieją dwa kampusy. Jeden należy Uniwersytetu Kunduz, utworzonego w 1994 jako uczelnia wyższa (wcześniej, od 1967, jako centrum szkolenia nauczycieli). Drugi – do prywatnego Uniwersytetu Salam (główny kampus znajduje się w Kabulu), założonego w 2009 ze statusem wyższej uczelni, a od 2013 ze statusem uniwersyteckim.

## Komunikacja
Niedaleko miasta, 8 km na południowy wschód, położony jest port lotniczy, wykorzystywany do celów wojskowych i pomocy humanitarnej .